# Lista de unidades federativas do Brasil por taxa de fecundidade
| + 2,55 filhos por mulher (média mundial) + 2,10 filhos por mulher (taxa de reposição populacional) até 2,10 filhos por mulher |

Mapa das unidades federativas do Brasil por taxa de fecundidade em 2010.

Esta é uma lista de unidades federativas do Brasil por taxa de fecundidade, índice que representa o número médio de filhos por mulher em idade fértil, que, por convenção, é entre 15 e 49 anos.
O Brasil é uma república federativa formada pela união de 26 estados federados e do Distrito Federal. Segundo o Atlas de Desenvolvimento Humano 2013 (PNUD - ONU), em 2010 a taxa de fertilidade no país era de 1,89 filhos para cada mulher em idade fértil, sendo a 140ª maior do mundo. A unidade federativa com o maior índice é o Acre, cujo valor da taxa de fecundidade é de 2,95 filhos por mulher, seguida pelo Amazonas (2,59) e pelo Maranhão (2,56). Já as menores taxas são as dos estados de São Paulo (1,66), Rio de Janeiro (1,68) e Santa Catarina (1,71).
Segundo o IBGE, a taxa de fecundidade e natalidade está relacionada ao processo de urbanização, que gera transformações de ordens socioeconômica e cultural na população. A instituição de métodos contraceptivos, melhores condições médicas e um aumento do nível de educação também se relacionam com a atual quantidade de filhos tidos pelas mulheres no Brasil e em suas regiões. No país, quase todas as unidades da federação já possuem taxas de fecundidade semelhantes às dos países desenvolvidos.

## Unidades federativas do Brasil por taxa de fecundidade
| Posição | Unidade federativa             | Taxa de fecundidade (filhos por mulher) | País comparável |
| ------- | ------------------------------ | --------------------------------------- | --------------- |
| 1       | Acre                           | 2,95                                    | Belize          |
| 2       | Amazonas                       | 2,59                                    | Equador         |
| 3       | Maranhão                       | 2,56                                    | Panamá          |
| 4       | Pará                           | 2,50                                    | Turcomenistão   |
| 5       | Amapá                          | 2,48                                    | Quirguistão     |
| 6       | Tocantins                      | 2,41                                    | Suriname        |
| 7       | Roraima                        | 2,41                                    | Suriname        |
| 8       | Alagoas                        | 2,22                                    | Argentina       |
| 9       | Rondônia                       | 2,16                                    | Kuwait          |
| –       | Taxa de reposição populacional | 2,10                                    | –               |
| 10      | Mato Grosso                    | 2,08                                    | Costa Rica      |
| 11      | Bahia                          | 2,05                                    | Islândia        |
| 12      | Mato Grosso do Sul             | 2,04                                    | Bahamas         |
| 13      | Piauí                          | 1,99                                    | Nova Zelândia   |
| 14      | Ceará                          | 1,99                                    | Nova Zelândia   |
| 15      | Rio Grande do Norte            | 1,98                                    | Irlanda         |
| 16      | Paraíba                        | 1,95                                    | Chile           |
| 17      | Sergipe                        | 1,95                                    | Chile           |
| 18      | Pernambuco                     | 1,92                                    | França          |
| 19      | Goiás                          | 1,87                                    | Noruega         |
| 20      | Paraná                         | 1,86                                    | Noruega         |
| 21      | Espírito Santo                 | 1,80                                    | Suécia          |
| 22      | Minas Gerais                   | 1,79                                    | Dinamarca       |
| 23      | Rio Grande do Sul              | 1,76                                    | Austrália       |
| 24      | Distrito Federal               | 1,75                                    | Países Baixos   |
| 25      | Santa Catarina                 | 1,71                                    | Luxemburgo      |
| 26      | Rio de Janeiro                 | 1,68                                    | Bélgica         |
| 27      | São Paulo                      | 1,66                                    | Canadá          |